# Georg Valentin Röder
Georg Valentin Röder, manchmal auch Georg Vincent Röder (* 21. November 1776 in Unterebersbach; † 30. Dezember 1848 in Altötting) war ein deutscher Komponist und Musiker.

## Leben
Röders Heimat ist Rannungen in Unterfranken. Sein Vater war der aus Pfändhausen stammende Lehrer Johann Michael Röder (1751–1838), seine Mutter Margaretha (geb. Wehner) kam aus Rottershausen bei Rannungen. Ihr erstes Kind Georg Valentin wurde in Unterebersbach geboren, wo der Vater für einige Zeit Schulmeister war. Kurze Zeit nach der Geburt kehrte die junge Familie nach Rannungen zurück, wo Valentins sieben Geschwister zur Welt kamen. Mit ihnen wuchs er im ehemaligen Schulhaus auf. So ist zu erklären, dass schon Röders erste Biografen, die ihn zum Teil persönlich kannten, Rannungen als seinen Geburtsort ansehen.
Der fälschlich verwendete Zweitname Vincent geht wohl auf einen Verleger in Paris zurück, der Werke Röders unter diesem Namen herausgab.

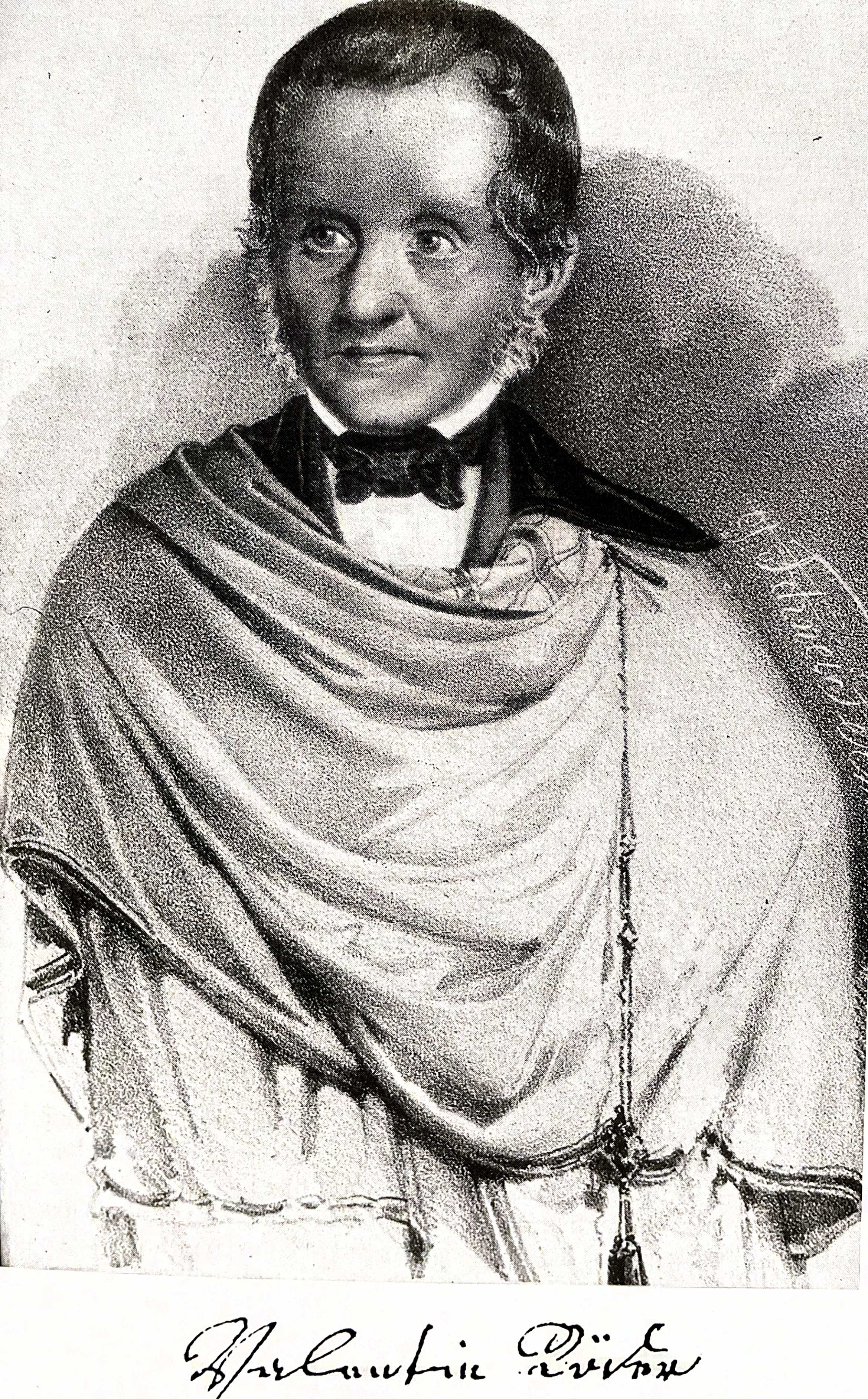
Georg Valentin Röder um 1836

Der Vater, ein musikalischer Mann, der auch komponierte, unterrichtete seinen ältesten Sohn zunächst selbst in Musik, danach besuchte Röder das Gymnasium des Augustinerklosters in Münnerstadt. Nach dem Abitur studierte Röder Jurisprudenz an der Universität in Würzburg, wobei er auch den Organistendienst am Juliusspital versah und als privater Hauslehrer tätig war. In diese Zeit fällt seine Bekanntschaft mit dem Komponisten Ignaz Franz Xaver Kürzinger, Musikdirektor am Juliusspital, bei dem sich der junge Musiker in  Kompositionstechnik weiterbildete.
Ab 1801 war Röder als Cellist Mitglied in der Würzburger Hofkapelle angestellt, ab 1808 Musikdirektor am Theater in Würzburg. Danach dürfte er freiberuflich tätig gewesen sein.  Nach einer Aufführung seiner ersten Messe in München soll er von König Max Joseph eine „kostbare goldene Dose, die mit einem trefflichen Mosaikgemälde geschmückt war“ und ein Dankesschreiben erhalten haben. Erst ab 1830 findet man ihn als Musikdirektor in Augsburg, wo er auch mit dem Dichter Christoph von Schmid zusammenarbeitete.
Ein Ruf von König Ludwig I. führte ihn im Jahre 1837 in die Haupt- und Residenzstadt München, wo er als Hofmusikdirektor an der königlichen Hofoper wirkte. Allerdings gab es hier Rivalitäten mit den Kapellmeister-Kollegen (z. B. Franz Lachner), so dass der König ihm schließlich 1842 den Posten als Leiter der Stifts- und Kapellmusik in Altötting verschaffte, wo Röder bis zu seinem Tode wirkte.
Röder hatte in seiner Würzburger Zeit geheiratet; es ist nicht bekannt, wie viele Kinder aus der Ehe hervorgingen. Ein in Würzburg geborener Sohn verstarb bereits im Kindesalter. Außerdem ist gesichert, dass Röders „nicht ganz siebenjährige Tochter“ bei der zweiten Augsburger Aufführung der „Messiade“ (1831) unter Leitung des Vaters die Solo-Sopranpartien übernommen hat.
Röders Werke waren im 19. und beginnenden 20. Jahrhundert im süddeutschen und österreichischen Raum beliebt und weit verbreitet, gerieten jedoch in Vergessenheit. Seine herausragenden Fähigkeiten als Dirigent unterstreicht ein Artikel in der Zeitschrift Musica sacra aus dem Jahr 1870, verfasst von Johann Christian Lobe. Er trägt den Titel: "Georg Valentin Röder. Das Muster eines Dirigenten".

## Werke (Auswahl)

### Opern und Schauspielmusiken

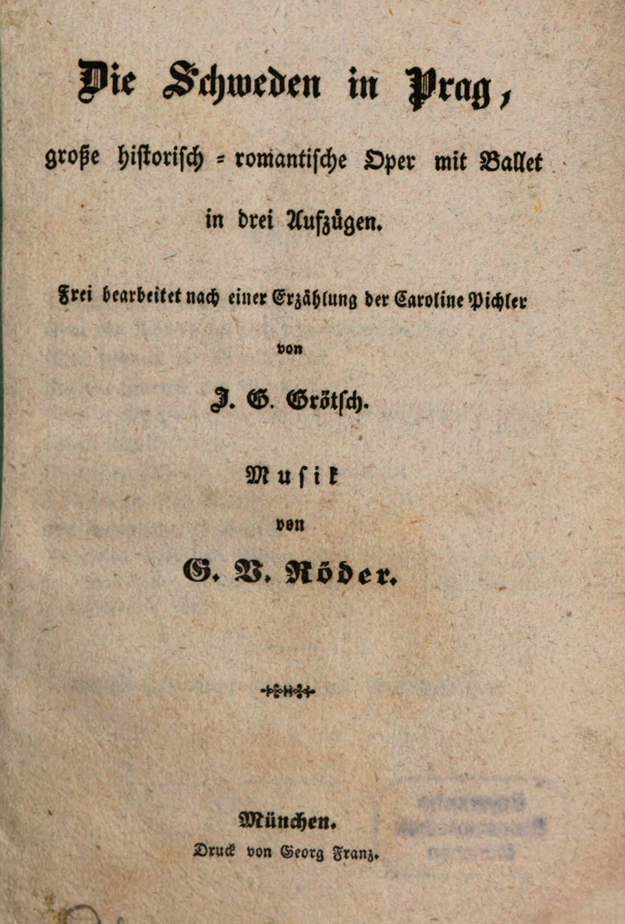
Titelblatt zur Oper "Die Schweden in Prag"

- Die Passion oder Das Leben und Leiden unseres Herrn (Text: Hofmann / Holzapfel), Aufführung: 30. Januar 1817
- Moses, hist.-rom. Gedicht mit Gesang (Text: E. Fr. A. Klingemann), Premiere: 16. Juli 1820
- Das Gespenst (Text: August von Kotzebue), Premiere: 11. Februar 1818
- Hermann und Thusnelda (Text: A.v.Kotzebue), Premiere: 5. Oktober 1815
- Der Verräter (Text: Wilhelm Vogel), Premiere: 26. oder 29. Mai 1816
- Die Schweden in Prag (Text: Johann Grötsch nach dem Roman von Caroline Pichler), Premiere: 28. November 1842 (im Nationaltheater München)
- Der Findling und die Kaisertochter

### Oratorien
- Caecilia oder Die Feier der Tonkunst (Text: Christoph von Schmid)
- Messiade (Text: Karl Wilhelm Ramler), Premiere: 1822

### Geistliche Werke

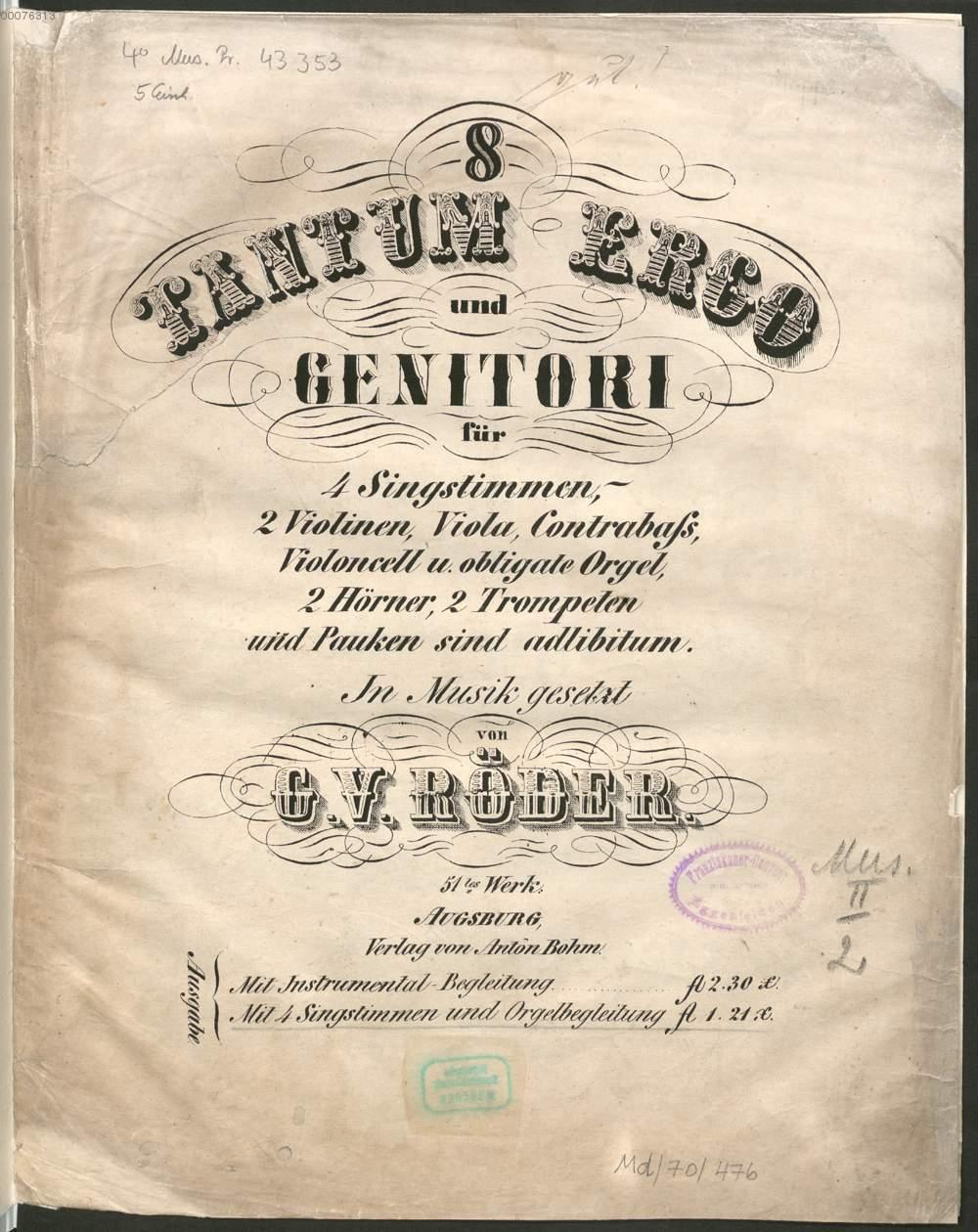
Titelblatt zu einem Druck der Komposition Röders

- Drei solenne lateinische Messen op. 32–34
- Solenne Messe op. 35
- 24 marianische Antiphonen op. 36
- Vesperae de Dominica op. 44
- Vesperae de Beata op. 45
- Drei lateinische Messen op. 46–48
- Acht Tantum ergo op. 51
- Litaniae Lauretanae op. 52
- Solennes Requiem in f-moll op. 53
- Solennes Requiem in c-moll op. 54
- Vesperpsalmen für alle Feste des Jahrs, nebst Antiphonen der 4 Kirchenzeiten
- Vier Kantaten für das Fronleichnamsfest

### Weitere Werke
auf weitere Werke des Komponisten gibt es nur vage Hinweise:
- Symphonien
- Kammermusik
- Orgelmusik
- Musiktheoretische Schrift zur Ästhetik der Tonkunst